# Leichtathletik-Europameisterschaften 1978/3000 m Hindernis der Männer

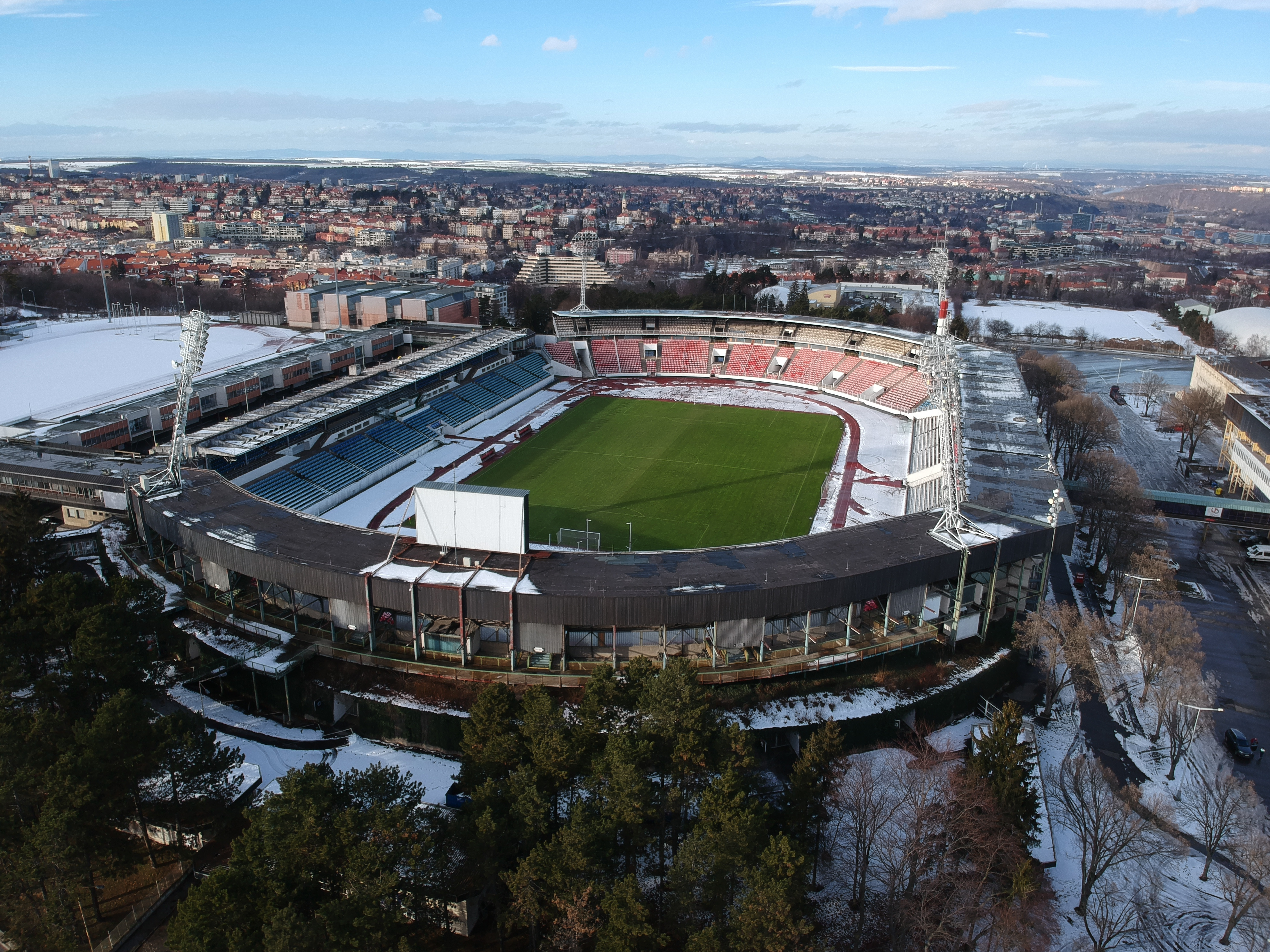
Das Stadion Evžena Rošického von Prag im Jahr 2009

Der 3000-Meter-Hindernislauf der Männer bei den Leichtathletik-Europameisterschaften 1978 wurde am 1. und 3. September 1978 im Stadion Evžena Rošického von Prag ausgetragen.
Europameister wurde der polnische Titelverteidiger und Olympiazweite von 1976 Bronisław Malinowski. Er gewann vor Patriz Ilg aus der Bundesrepublik Deutschland. Bronze ging an den Finnen Ismo Toukonen.

## Bestehende Rekorde
| Weltrekord           | 8:05,4 min  | Henry Rono           | Seattle, USA                                   | 13. Mai 1978      |
| Europarekord         | 8:08,02 min | Anders Gärderud      | OS München, BR Deutschland (heute Deutschland) | 28. Juli 1976     |
| Meisterschaftsrekord | 8:15,04 min | Bronisław Malinowski | EM Rom, Italien                                | 7. September 1974 |

Der bestehende EM-Rekord wurde bei diesen Europameisterschaften nicht erreicht. Die schnellste Zeit erzielte der polnische Europameister Bronisław Malinowski im Finale mit 8:15,08 min, womit er nur vier Hundertstelsekunden über seinem eigenen Rekord blieb. Zum Europarekord fehlten ihm 7,06 s, zum Weltrekord 9,68 s.

## Vorrunde
1. September 1978, 20:10 Uhr
Die Vorrunde wurde in drei Läufen durchgeführt. Die ersten drei Athleten pro Lauf – hellblau unterlegt – sowie die darüber hinaus drei zeitschnellsten Läufer – hellgrün unterlegt – qualifizierten sich für das Finale.

### Vorlauf 1
| Platz | Name                | Nation           | Zeit (min) |
| ----- | ------------------- | ---------------- | ---------- |
| 1     | Giuseppe Gerbi      | Italien          | 8:29,10    |
| 2     | Ismo Toukonen       | Finnland         | 8:29,50    |
| 3     | Krzystof Wesolowski | Polen            | 8:30,00    |
| 4     | František Bartoš    | Tschechoslowakei | 8:31,94    |
| 5     | Manfred Schoeneberg | BR Deutschland   | 8:34,20    |
| 6     | Dan Glans           | Schweden         | 8:34,50    |
| 7     | Dan Betini          | Rumänien         | 8:34,90    |
| 8     | Wladimir Filonow    | Sowjetunion      | 8:39,00    |
| 9     | Paul Thys           | Belgien          | 8:43,80    |
| 10    | Wolfgang Konrad     | Österreich       | 8:34,90    |

### Vorlauf 2

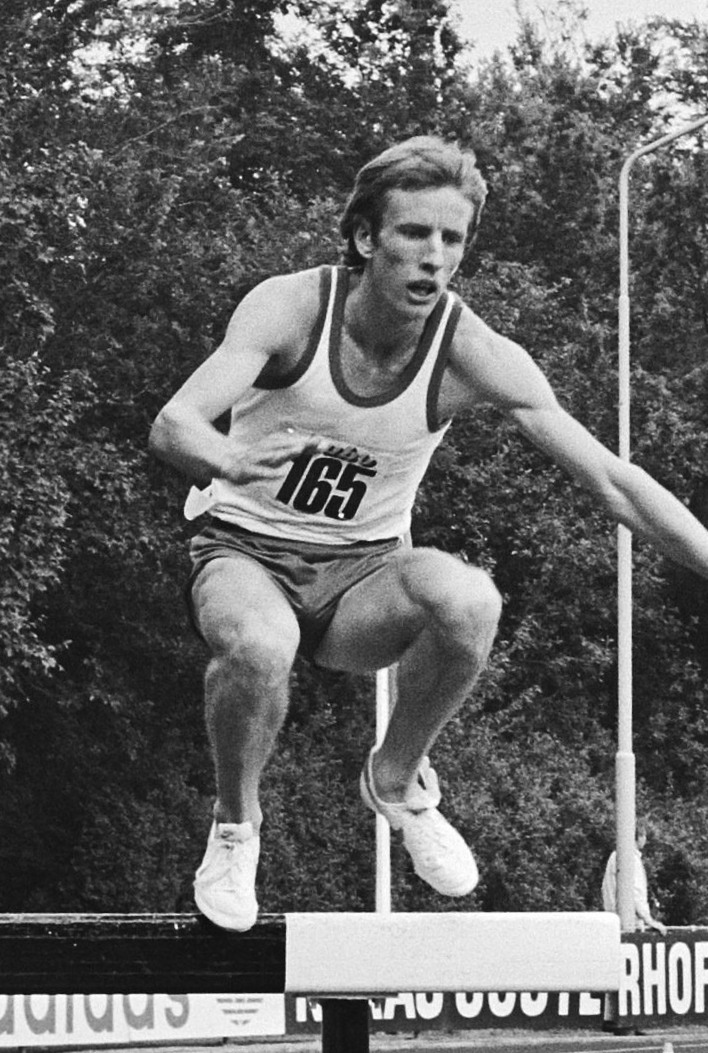
Hans Koelemans achter Platz im zweiten Vorlauf reichte nicht für die Finalteilnahme

| Platz | Name              | Nation           | Zeit (min) |
| ----- | ----------------- | ---------------- | ---------- |
| 1     | Paul Copu         | Rumänien         | 8:33,29    |
| 2     | Michael Karst     | BR Deutschland   | 8:33,70    |
| 3     | Dennis Coates     | Großbritannien   | 8:34,70    |
| 4     | Serhij Olisarenko | Sowjetunion      | 8:36,70    |
| 5     | Roberto Volpi     | Italien          | 8:39,20    |
| 6     | Dušan Moravčík    | Tschechoslowakei | 8:43,20    |
| 7     | Kazimierz Maranda | Polen            | 8:48,40    |
| 8     | Bruno Lafranchi   | Schweiz          | 8:51,70    |
| 9     | Christer Ström    | Schweden         | 8:53,80    |
| 10    | Hans Koeleman     | Niederlande      | 8:59,60    |
| 11    | Domingo Ramón     | Spanien          | 9:07,80    |

### Vorlauf 3
| Platz | Name                 | Nation           | Zeit (min) |
| ----- | -------------------- | ---------------- | ---------- |
| 1     | Vasile Bichea        | Rumänien         | 8:25,43    |
| 2     | Bronisław Malinowski | Polen            | 8:25,58    |
| 3     | Patriz Ilg           | BR Deutschland   | 8:30,40    |
| 4     | Wladimir Lisowski    | Sowjetunion      | 8:31,40    |
| 5     | Gerhard Wetzig       | DDR              | 8:36,10    |
| 6     | Jean-Luc Lemire      | Frankreich       | 8:38,00    |
| 7     | José Antonio Campos  | Spanien          | 8:38,20    |
| 8     | Milan Slovak         | Tschechoslowakei | 8:41,40    |
| 9     | Tapio Kantanen       | Finnland         | 8:46,00    |
| 10    | John Davies          | Großbritannien   | 8:57,40    |
| 11    | Jan Hagelbrand       | Schweden         | 9;21,10    |

## Finale

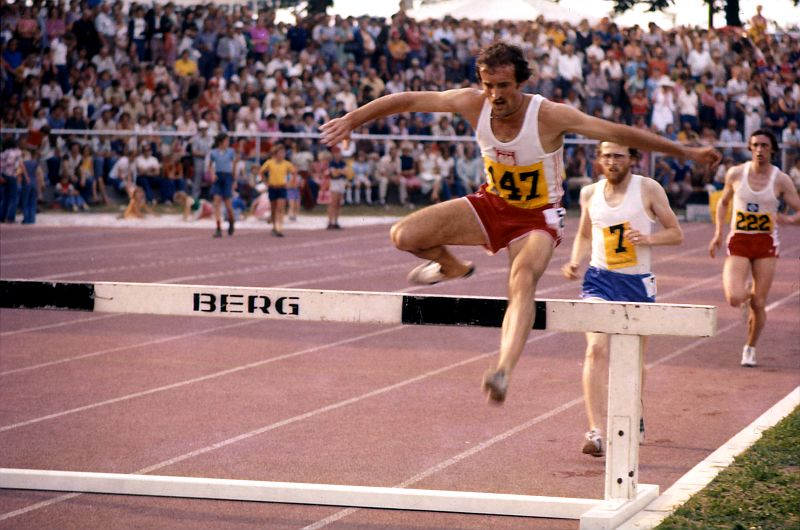
Bronisław Malinowski verteidigte seinen Titel souverän – 1976 hatte er sich die olympische Silbermedaille gesichert

3. September 1978, 17:40 Uhr
| Platz | Name                 | Nation           | Zeit (min) |
| ----- | -------------------- | ---------------- | ---------- |
| 1     | Bronisław Malinowski | Polen            | 8:15,08    |
| 2     | Patriz Ilg           | BR Deutschland   | 8:16,92    |
| 3     | Ismo Toukonen        | Finnland         | 8:18,29    |
| 4     | Michael Karst        | BR Deutschland   | 8:19,01    |
| 5     | Paul Copu            | Rumänien         | 8:20,41    |
| 6     | Vasile Bichea        | Rumänien         | 8:24,86    |
| 7     | František Bartoš     | Tschechoslowakei | 8:38,00    |
| 8     | Manfred Schoeneberg  | BR Deutschland   | 8:40,10    |
| 9     | Giuseppe Gerbi       | Italien          | 8:42,80    |
| 10    | Dennis Coates        | Großbritannien   | 8:44,00    |
| 11    | Krzystof Wesolowski  | Polen            | 8:46,40    |
| 12    | Wladimir Lisowski    | Sowjetunion      | 9:00,50    |